# Бетлеме (Бриндизи)
Бетлеме (итал. Betlemme) је насеље у Италији у округу Бриндизи, региону Апулија.
Према процени из 2011. у насељу је живело 562 становника. Насеље се налази на надморској висини од 1 м.